# Antoniszki (obwód miński)
Antoniszki (biał. Антанішкі, ros. Антонишки) – wieś na Białorusi, w obwodzie mińskim, w rejonie mińskim, w sielsowiecie Szczomyślica. Od wschodu sąsiaduje z Mińskiem, a od północy z elektrownią.
Dawniej dwa folwarki mające osobnych właścicieli. W czasach Rzeczypospolitej ziemie te leżały w województwie mińskim. Odpadły od Polski w wyniku II rozbioru. W granicach Rosji wieś należała do ujezdu mińskiego w guberni mińskiej. Ponownie pod polską administracją w latach 1919–1920 w okręgu mińskim Zarządu Cywilnego Ziem Wschodnich.